# غوردون جيلكريست
غوردون جيلكريست هو سياسي كندي، ولد في 11 أغسطس 1928. حزبياً، نشط في الحزب الكندي التقدمي المحافظ. وقد انتخب عضو مجلس العموم الكندي.